# Sonoita Creek
Der Sonoita Creek ist ein etwa 50 Kilometer langer Fluss im südlichen Arizona. Seinen Namen erhielt er durch die mittlerweile verlassene Pima-Mission in der Nähe der Hochebene von Sonoita, einem Ort im Santa Cruz County.
Die ersten 24 Kilometer fließt der Sonoita Creek stetig westwärts, anschließend durchquert er Patagonia, wo er zum Patagonia Lake aufgestaut wird. Von da an verläuft er etwa 12 Kilometer unterirdisch, bevor er wenige Kilometer nördlich von Nogales in den Santa Cruz River mündet. Diese Konfluenz versorgt die Orte Tumacacori-Carmen und Tubac mit Wasser und sammelt sich im Norden in der Marsch in der Nähe von San Xavier del Bac. Nördlich wird der Verlauf durch die Santa Rita Mountains begrenzt, im Süden durch die Patagonia Mountains. 
Am 17. November 1856 gründeten die USA am Uferverlauf des Sonoita Creek das Fort Buchanan, um damit die durch den Gadsden-Kauf erworbenen Gebiete besser kontrollieren zu können.
In den 1890ern wurden mehrere steinerne Artefakte wenige Meter unterhalb der Oberfläche nahe der Flussquelle entdeckt.